# All Stars (film)
All Stars is een Nederlandse tragikomedie uit 1997 van Jean van de Velde.
De film is gebaseerd op een origineel scenario van Mischa Alexander en Jean van de Velde. All Stars was een groot succes in de bioscopen en bracht 1.511.562 euro op. In totaal kwamen er 298.658 bezoekers. De film werd op 3 september 1999 voor het eerst op televisie uitgezonden en verscheen in 2001 op dvd. 
De film was in maart 1998 gekozen als inzending voor de Oscars, maar werd door Van de Velde teruggetrokken ten gunste van Karakter van Mike van Diem, die vervolgens een Oscar won in de categorie niet-Engelstalig.

## Verhaal
Zeven vrienden (Bram, Mark, Johnny, Peter, Paul, Willem en Hero) spelen al van jongs af aan ieder weekend een potje voetbal bij hun club Swift Boys. Winnen doen ze bijna nooit, maar daar gaat het hen ook niet om. Aanvoerder Bram komt erachter dat ze komend weekend hun 500e wedstrijd spelen. Hij brengt dit met enthousiasme in de groep en oppert er een groot feest van te maken, maar zijn teamgenoten hebben geen zin om dit te regelen. Ze vinden daarnaast dat het na al die jaren langzaamaan tijd wordt om te stoppen, omdat ze andere dingen willen doen met hun leven. Bram pept hen op en uiteindelijk besluit het team het voetballen voort te zetten.
Buiten het voetbal doen zich veel problemen en dilemma’s voor. Hero wordt bijvoorbeeld stapelverliefd op de mooie Claire, die bij zijn vader werkt. Hij weet niet hoe hij haar dit duidelijk moet maken en besluit voor haar op te treden in een zaaltje. Roos en Mark hebben relatieproblemen, doordat Mark de zwangere Roos steeds weer opnieuw bedriegt. Johnny’s vader, voormalig coach van het team, is ernstig ziek maar wil graag zijn team nog een keer zien spelen voordat hij overlijdt. En Bram is al jarenlang homoseksueel zonder dat zijn vrienden dit weten. Hij vindt het lastig hiervoor uit te komen in het macho voetbalwereldje.

## Rolverdeling
Hoofdpersonages:
| Acteur                 | Personage                                |
| ---------------------- | ---------------------------------------- |
| Danny de Munk          | Bram                                     |
| Peter Paul Muller      | Mark                                     |
| Daniël Boissevain      | Johnny                                   |
| Antonie Kamerling      | Hero                                     |
| Kasper van Kooten      | Peter                                    |
| Raymi Sambo            | Paul                                     |
| Thomas Acda            | Willem                                   |
| Isa Hoes               | Roos, vrouw van Mark                     |
| Lucretia van der Vloot | Anja, vrouw van Willem                   |
| Ellen ten Damme        | Deborah, vriendin Johnny                 |
| Daphne Deckers         | Claire                                   |
| Joan Royé              | Joan                                     |
| Shannon Royé           | Shannon                                  |
| Hans Dagelet           | Vader van Hero                           |
| Frits Lambrechts       | "Pa" Meeuwse, voormalig coach Swift Boys |
| Nina Deuss             | Jacqueline                               |
| Ricky Koole            | Susan, slippertje van Mark               |
| Gonny Gaakeer          | Sipje                                    |
| David Middelhoff       | Bandlid                                  |
| Bianca Krijgsman       | Leia, receptioniste tv-bedrijf           |
| Monic Hendrickx        | Receptioniste vader Hero                 |
| Roef Ragas             | Vriend van Sas                           |
| Plien van Bennekom     | Sas                                      |
| Mike Meijer            | Poldervogels #1                          |
| Theo Wesselo           | Poldervogels #2                          |
| Joep Onderdelinden     | Televisieverslaggever                    |
| Susan Visser           | Cameravrouw                              |
| Alfred van den Heuvel  | Scheids #1                               |
| Hans van Hechten       | Scheids #2                               |
| Hans van Rijs          | Scheids #3                               |
| Haagse Harrie          | Scheids #4                               |
| John Serkei            | Harry                                    |
| Dick van den Toorn     | Directeur Verzorgingstehuis              |
| Ferri Somogyi          | Zichzelf                                 |
| Guusje Nederhorst      | Zichzelf                                 |
| Sabine Koning          | Zichzelf                                 |
| Jimmy Geduld           | Zichzelf                                 |
| Cas Jansen             | Zichzelf                                 |
| Wik Jongsma            | Zichzelf                                 |

## Scenario
Het originele scenario werd geschreven door Mischa Alexander die daarmee zijn eerste grote scenario produceerde. Jean van de Velde raakte pas in een latere fase bij het scenario betrokken. Het scenario voor All Stars werd door het Nederlands Fonds voor de Film in eerste instantie afgewezen. Alexander herschreef het script een aantal malen maar steeds werd het afgewezen. Producent Rolf Koot vroeg aan Van de Velde om het scenario eens te bekijken. De regisseur/scenarist was onder de indruk van de goede sfeertekening van de amateurvoetbalwereld, maar zag ook dat het scenario bleef hangen in dezelfde toon. De personages kenden te weinig ontwikkeling en het verhaal was te fragmentarisch. Van de Velde introduceerde het element van de 'vijfhonderdste wedstrijd' die de ploeg wil halen. Hierdoor wilde hij bereiken dat de kijker blijft kijken en niet de concentratie verliest omdat de rest fragmentarisch is. Ook wijzigde hij de seksuele geaardheid van het personage Bram van hetero- naar homoseksueel. Van de Velde wilde hiermee het personage meer solitair maken, maar ook het taboe rond voetbal en homoseksualiteit doorbreken.

## Productie
De film werd opgenomen in 33 draaidagen vanaf 22 september tot en met 7 november 1996. Ter voorbereiding had regisseur Jean van de Velde zich met de zeven hoofdrolspelers een aantal dagen teruggetrokken in een paar huisjes van Center Parcs. Hier leerden de acteurs die uit verschillende disciplines kwamen elkaar beter kennen. Van de Velde was onder de indruk van Danny de Munk die graag een comeback in de film wilde maken. Hij kende al zijn teksten al ruim voor de opnamen van buiten. Dit gaf weer problemen toen Van de Velde weer zaken wilde wijzigen en De Munk moest leren om dingen los te laten.

## Muziek
In de film zong Hero het lied Toen ik je zag, geschreven door Guus Meeuwis en Jan Willem Rozenboom. Onder de artiestennaam Hero scoorde Antonie Kamerling hiermee in 1997 een nummer 1-hit. Na het overlijden van Kamerling in 2010 werd dit nummer wederom een hit.

## Vervolg
| Titel                  | Jaartal   | Opmerking      |
| ---------------------- | --------- | -------------- |
| All Stars              | 1999-2001 | televisieserie |
| All Stars 2: Old Stars | 2011      | film           |
| All Stars en Zonen     | 2020-2023 | televisieserie |

## Remake
In België verscheen in 2000 een Vlaamse remake getiteld Team Spirit. In 2003 verscheen de Spaanse remake Días de fútbol en in 2005 de Britse remake Things to Do Before You're 30.

## Trivia
- De eerste wedstrijd die gespeeld werd door het voetbalteam, toen de spelers zeven waren, was volgens Bram op 26 augustus 1979 uit tegen de Poldervogels. De wedstrijd werd met 15-2 verloren. Dat zou betekenen dat ze op het moment van de film 18 jaar voetballen. Op de hoes van de dvd staat echter 15 jaar vermeld. In de trailer wordt 20 jaar gezegd.
- Cas Jansen, die in de serie en in de vervolgfilm de rol van Nemo speelt, is in de film heel kort als zichzelf te zien (30:09) wanneer het personage Paul per ongeluk op de set van GTST loopt waarin Jansen destijds speelde. Andere GTST-gezichten die te zien zijn in die scène zijn Ferri Somogyi, Guusje Nederhorst, Jimmy Geduld en Sabine Koning.
- In de film komt Katja Schuurman in de kleedkamer ter sprake (35:42). Drie jaar later zou zij zelf een vaste rol krijgen in de gelijknamige televisieserie als Nadja, barvrouw van de voetbalclub. Ook heeft ze een cameo in de vervolgfilm uit 2011 als Nadja.
- In de laatste scène van de film vertelt Bram dat statistisch gezien één op de vijf mannen in een voetbalteam homoseksueel is. Dat is dus twee op de elf volgens Johnny. Uit de aftiteling, waarin de voicemails aan Bram te horen zijn, blijkt dat dit Peter is. In de gelijknamige televisieserie is Peter al jarenlang getrouwd met het personage Maartje. Uit de voicemails blijkt verder dat Johnny trainer is van een F'jeselftal, Willem beweert dat zijn tuincentrum is afgebrand, Hero op reis is rond het Andesgebergte, Paul eindelijk televisiewerk heeft en Mark alleen staat op het voetbalveld doordat iedereen heeft afgebeld.

## Musical
Van september 2018 tot en met maart 2019 verscheen een musicalbewerking van de film. Kees Boot (tweede acteur die Johnny speelt in de serie) speelt hierin coach Meeuwse en de vader van Hero. Frank Lammers ('invaller' Berrie in de serie) deed de regie en Thomas Acda (Willem) schreef de liedteksten. Jean van de Velde deed de artistieke supervisie. 
De musical wijkt op een aantal punten af van het origineel:
- Paul wil geen bekende Nederlander worden, maar voorzitter van de voetbalclub. Hierdoor gaat de club failliet en is de 500e wedstrijd een benefietwedstrijd om geld in te zamelen. Deze wedstrijd spelen de Swiftboys tegen het vrouwenelftal van de club.
- Pa Meeuwse overlijdt niet in de auto, maar tijdens het kijken van de wedstrijd tegen de Poldervogels. De 500e wedstrijd is aan hem opgedragen.
- Mark vindt het geen probleem dat Bram verliefd op hem is.
- Het optreden van Hero speelt zich af op de voetbalclub, waar Paul kaartjes voor verkoopt.
- De vrouwen die de Swiftboys ontmoeten op het trainingskamp zijn turnsters, in plaats van schaatsers.
- De krant van Willem is nu het tijdschrift Voetbal International.
- In het verzorgingshuis van Pa Meeuwse kijkt men geen Waku Waku maar Boer zoekt vrouw.
- In het nummer Groen als Gras uit de televisieserie werd oorspronkelijk gezongen Het was de tijd van Floris en Q & Q. Dit is aangepast naar Het was de tijd van Bergkamp en Pikachu. Ook blijkt Hero zijn volledige naam Herman Roderick te zijn.

1896-1909 · 1910-19 · 1920-29 · 1930-39 · 1940-49 · 1950-59 · 1960-69 · 1970-79 · 1980-89 · 1990-99 · 2000-09 · 2010-19
· 2020-29